# TLC: Tables, Ladders & Chairs (2015)
TLC: Tables, Ladders & Chairs (2015) było galą profesjonalnego wrestlingu wyprodukowaną przez federację WWE, którą emitowano w systemie pay-per-view (PPV) i na WWE Network. Odbyła się ona 13 grudnia w TD Garden w Bostonie, Massachusetts. Była to siódma gala w chronologii TLC.
Osiem walk odbyło się na evencie, w tym jedna podczas pre-showu. W walce wieczoru, Sheamus pokonał Romana Reignsa w Tables, Ladders and Chairs matchu broniąc WWE World Heavyweight Championship.

## Przygotowania
TLC: Tables, Ladders & Chairs oferowało walki profesjonalnego wrestlingu z udziałem różnych wrestlerów z istniejących oskryptowanych rywalizacji i storyline’ów, które są kreowane na głównych tygodniówkach WWE, Raw i SmackDown. Wrestlerzy byli przedstawiani jako heele (negatywni, źli zawodnicy i najczęściej wrogowie publiki) i face'owie (pozytywni, dobrzy i najczęściej ulubieńcy publiki), gdzie rywalizowali pomiędzy sobą w seriach walk mających w budować napięcie, kulminując w decydującą walkę wrestlerską lub ich serię.
Na Survivor Series, Roman Reigns pokonał Deana Ambrose’a zdobywając WWE World Heavyweight Championship. Po walce na ring wkroczył Sheamus, który wykorzystał swój kontrakt Money in the Bank gwarantujący natychmiastową walkę z mistrzem i pokonał Reignsa zdobywając tytuł. 23 listopada na Raw zostało ogłoszone, że Sheamus będzie bronił swojego mistrzostwa przeciwko Reignsowi w Tables, Ladders and Chairs matchu na gali PPV.
26 listopada na SmackDown, Dean Ambrose pokonał Tylera Breeze'a oraz Dolpha Zigglera w Triple Threat matchu zyskując miano 1. pretendenta do walki z posiadaczem Intercontinental Championship, Kevinem Owensem. 30 listopada na Raw, The Authority ogłosiło, że title shot Ambrose’a zostanie anulowany, jeżeli Roman Reigns nie zdoła pokonać Sheamusa o WWE World Heavyweight Championship w mniej niż 5:15 minut tej samej nocy. Reigns pokonał rywala przez dyskwalifikację poniżej pięciu minut, broniąc szanse Ambrose’a o walkę.
30 listopada na Raw, The Lucha Dragons i The Usos zawalczyli ze sobą w walce wyłaniającej 1. pretendentów o WWE Tag Team Championship należące do The New Day, lecz mistrzowie zainterweniowali w walce kończąc ją jako podwójna dyskwalifikacja. Później, Stephanie McMahon ogłosiła, że technicznie obie drużyny nie przegrały, więc dodała The Lucha Dragons do walki na TLC. Jednakże, The Usos postawiono ten sam warunek co Ambrose'owi, lecz po wygranej Reignsa oni również zostali dodani do walki, tworząc Triple Threat tag team match o tytuły mistrzowskie. 3 grudnia zostało ogłoszone przez WWE, że do walka będzie Triple Threat Tag Team Ladder matchem.
Na Survivor Series, Charlotte pokonała Paige poprzez submission, broniąc tym samym Divas Championship. 7 grudnia na Raw zostało ogłoszone, że Charlotte będzie ponownie broniła tytułu przeciwko Paige na gali.
23 listopada na Raw, Bray Wyatt i Luke Harper pokonali The Dudley Boyz. 26 listopada na SmackDown, The Dudley Boyz pokonali Brauna Strowaman i Ericka Rowana przez dyskwalifikację. 30 listopada na Raw, Tommy Dreamer powrócił do WWE i pomógł The Dudley Boyz w rywalizacji z Wyattem i jego rodziną. Tej samej nocy, Dreamer i Dudley Boyz zawalczyli z Harperem, Strowmanem i Rowanem, kończąc walkę bez rezultatu. 3 grudnia na SmackDown, Wyatt pokonał D-Vona Dudleya. 7 grudnia na Raw, Rhyno powrócił do WWE i dołączył do The ECW Originals. Później podczas show zostało ogłoszone, że The Dudley Boyz, Dreamer i Rhyno zawalczą z The Wyatt Family w 8-man Tag Team Elimination Tables matchu na gali.
7 grudnia na Raw zostało ogłoszone, że Alberto Del Rio będzie bronił swojego United States Championship przeciwko Jackowi Swaggerowi w Chairs matchu na gali.
13 grudnia na WWE.com zostało ogłoszone, że Becky Lynch zmierzy się z Sashą Banks w Kickoff show poprzedzającym główną część gali.

## Wyniki walk
| Nr                                                                   | Wyniki | Stypulacje                                                            | Czas  |
| -------------------------------------------------------------------- | --- | --------------------------------------------------------------------- | ----- |
| 1P                                                                   | Sasha Banks (w/ Naomi i Tamina) pokonała Becky Lynch przez submission | Singles match                                                         | 11:43 |
| 2                                                                    | The New Day (Big E i Kofi Kingston) (c) (w/ Xavier Woods) pokonali The Usos (Jimmy’ego i Jeya Uso) oraz The Lucha Dragons (Kalisto i Sin Carę)                                 | Triple threat tag team ladder match o WWE Tag Team Championship       | 17:46 |
| 3                                                                    | Rusev (w/ Lana) pokonał Rybacka przez submission | Singles match                                                         | 7:56  |
| 4                                                                    | Alberto Del Rio (c) pokonał Jacka Swaggera | Chairs match o WWE United States Championship                         | 11:12 |
| 5                                                                    | The Wyatt Family (Bray Wyatt, Luke Harper, Erick Rowan i Braun Strowman) pokonali The ECW Originals (Bubba Ray Dudleya, D-Vona Dudleya, Tommy’ego Dreamera i Rhyno) Eliminacje | Eight-man tag team elimination tables match                           | 12:30 |
| 6                                                                    | Dean Ambrose pokonał Kevina Owensa (c) | Singles match o WWE Intercontinental Championship                     | 9:52  |
| 7                                                                    | Charlotte (c) (w/ Ric Flair) pokonała Paige | Singles match o WWE Divas Championship                                | 10:39 |
| 8                                                                    | Sheamus (c) pokonał Romana Reignsa | Tables, Ladders and Chairs match o WWE World Heavyweight Championship | 23:58 |
| (c) – mistrz/mistrzyni przed walkąP – walka miała miejsce w pre-show | |                                                                       |       |

### Eliminacje w tables matchu
| Eliminacja Nr. | Wrestler                                                    | Drużyna                                                     | Wyeliminowany przez                                         | Metoda eliminacji                                           | Czas                                                        |
| -------------- | ----------------------------------------------------------- | ----------------------------------------------------------- | ----------------------------------------------------------- | ----------------------------------------------------------- | ----------------------------------------------------------- |
| 1              | Erick Rowan                                                 | Wyatt Family                                                | Bubba Raya & D-Vona                                         | 3D                                                          | 4:10                                                        |
| 2              | Rhyno                                                       | ECW                                                         | Harpera                                                     | Big boot                                                    | 6:25                                                        |
| 3              | D-Von Dudley                                                | ECW                                                         | Wyatta                                                      | Side slam                                                   | 8:26                                                        |
| 4              | Tommy Dreamer                                               | ECW                                                         | Harpera                                                     | Suicide dive                                                | 10:41                                                       |
| 5              | Bubba Ray Dudley                                            | ECW                                                         | Strowmana                                                   | Chokeslam                                                   | 12:30                                                       |
| Zwycięzcy:     | Bray Wyatt, Luke Harper i Braun Strowman (The Wyatt Family) | Bray Wyatt, Luke Harper i Braun Strowman (The Wyatt Family) | Bray Wyatt, Luke Harper i Braun Strowman (The Wyatt Family) | Bray Wyatt, Luke Harper i Braun Strowman (The Wyatt Family) | Bray Wyatt, Luke Harper i Braun Strowman (The Wyatt Family) |

## Wydarzenia po gali
Pod koniec gali, Roman Reigns zaatakował Sheamusa, który celebrował w ringu wraz z Rusevem i Alberto Del Rio. Kiedy Triple H wszedł do ringu i chciał uspokoić Reignsa, ten zaczął pobił HHH'a. Następnej nocy na Raw, Reigns skonfrontował się ze Stephanie McMahon i Mr. McMahonem. Po tym jak Reigns odmówił przeprosin, Sheamus wymusił walkę z Reignsem o swój WWE World Heavyweight Championship. Mr. McMahon potwierdził ów walkę ze stypulacją, że jeśli Reigns nie zdobędzie tytułu, zostanie zwolniony. Pomimo interwencji ze strony McMahona i League of Nations, Reigns przypiął Sheamusa i zdobył mistrzostwo.
Po dwóch miesiącach od stracenia WWE United States Championship na rzecz Alberto Del Rio na Hell in a Cell, John Cena powrócił na Raw 28 grudnia i wyzwał Del Rio do walki o United States Championship, co Del Rio zaakceptował. Walka zakończyła się dyskwalifikacją, kiedy to League of Nations zaatakowało Cenę podczas walki. 7 stycznia na SmackDown po tym, jak Del Rio odmówił kolejnej walki, Cena przedstawił Kalisto jako przeciwnika dla Del Rio, gdzie Kalisto pokonał mistrza w non-title matchu. Kalisto pokonał Del Rio raz jeszcze 11 stycznia na Raw, zdobywając tym razem United States Championship, lecz dzień później stracił je na rzecz byłego mistrza na nagraniach SmackDown, kiedy to King Barrett zainterweniował i pomógł Del Rio.
Następnej nocy na Raw, po utracie WWE Intercontinental Championship, Kevin Owens zainterweniował w walce pomiędzy nowym mistrzem Deanem Ambrosem i Dolphem Zigglerem i zaatakował ich obu, kończąc walkę przez dyskwalifikację. 22 grudnia na świątecznym SuperSmackDown, Ambrose obronił Intercontinental Championship po pokonaniu Zigglera i Owensa w Triple Threat matchu. Ambrose obronił tytuł w walce z Owensem 7 stycznia 2016 na SmackDown poprzez podwójne wyliczenie poza-ringowe. Tydzień później, Ambrose wyzwał Owensa do Last Man Standing matchu o Intercontinental Championship na Royal Rumble, co Owens zaakceptował.
14 grudnia na Raw, The Wyatt Family pokonało The Dudley Boyz, Tommy’ego Dreamera i Rhyno w Extreme Rules matchu. 21 grudnia na Raw, Dudley Boyz i Dreamer zawalczyli z Wyatt Family, tym razem mając jako partnera Kane’a, ponownie przegrywając. The Dudley Boyz raz jeszcze przegrali z Wyattami następnego dnia na SuperSmackDown na żywo, mając w drużynie Kane’a i Rybacka.
Charlotte kontynuowała zrywanie przynaźni z Becky Lynch. Następnej nocy na Raw, Charlotte i Lynch pokonały Brie Bellę i Alicię Fox po tym, jak Ric Flair zainterweniował i pozwolił Lynch na wykonanie submissionu na Fox. 17 grudnia na SmackDown, Lynch pokonała Bellę przez submission przez interwencję Charlotte. 22 grudnia na SuperSmackDown, Charlotte pokonała Bellę przez submission, lecz po walce nie pomogła Lynch, która była atakowana przez Team B.A.D. 4 stycznia 2016 na Raw, Lynch pokonała Charlotte przez roll-up pomimo interwencji Rica Flaira. Po walce, Charlotte zaatakowała Lynch, przez co on ai jej ojciec stali się heelami. Na kolejnym SmackDown, Charlotte obroniła tytuł w walce z Lynch.

## Recenzje
Gala otrzymała mieszane opinie od krytyków, którzy mieli nadzieję, że PPV będzie lepsze od zeszłorocznej edycji.
James Caldwell z PWTorch.com ocenił walki do pięciu gwiazdek: pojedynek o tytuły tag team otrzymały 2 i 3/4 gwiazdki z opinią „było tu dużo chaosu i spotów”, oraz „Salida del Sol w wykonaniu Kalisto z drabiny było najlepszym momentem walki”. Walka o tytuł U.S. i Intercontinental otrzymały również tę samą notę, twierdząc, że zwycięstwo Del Rio „było solidne” oraz „nikt nie wierzył, że Swagger ma szansę na wygraną”. Ryback-Rusev otrzymało 2 gwiazdki: „zwykły zapychacz w karcie, gdzie Ryback kontynuuje przegrywanie, a Rusev nie jest już brany na poważnie”. Dwie walki nie otrzymały not: tables match, w którym „hardcore'owa drużyna była tylko po to by wypromować Wyattów po ich serii przegranych”, oraz walka kobiet, w której Ric Flair „był rozproszeniem dla fanów w walce, w której prawie nikogo nie obchodziły dwie zawodniczki”. Ostatecznie, walka wieczoru otrzymała 3 gwiazdki, gdzie Roman Reigns i Sheamus „próbowali, lecz publika ich nie kupiła jako główne gwiazdy federacji”.
Nick Tylwalk z canoe.ca napisał, że „TLC nie było niczym ważnym dla WWE tak jak rok wcześniej”. Gala otrzymała 6.5/10, jako „znośna, gdzie publika zaczęła powoli dopingować Reignsowi do samego końca show”. Najlepszą walką był pojedynek o tytuły tag team, który otrzymał 8.5/10, zaś najgorszym Rusev/Ryback z notą 5/10: „bezemocjonalna twarz z plakatu fana z publiki mówi wszystko”. Odnośnie do innych walk, Del Rio/Swagger dostało 6/10, tables match 7/10, Ambrose/Owens 7.5/10, zaś Charlotte/Paige 5.5/10. Walka wieczoru, która „została przyćmiona wydarzeniami po niej”, dostała 6.5/10, twierdząc, że „przedstawiła inspirujące połączenie rywali od czasu połączenia dwóch światowych tytłów w jeden... nie poszło to najlepiej i nie jest to niespodzianką”.